# St. Mariä Himmelfahrt (Bad Berka)

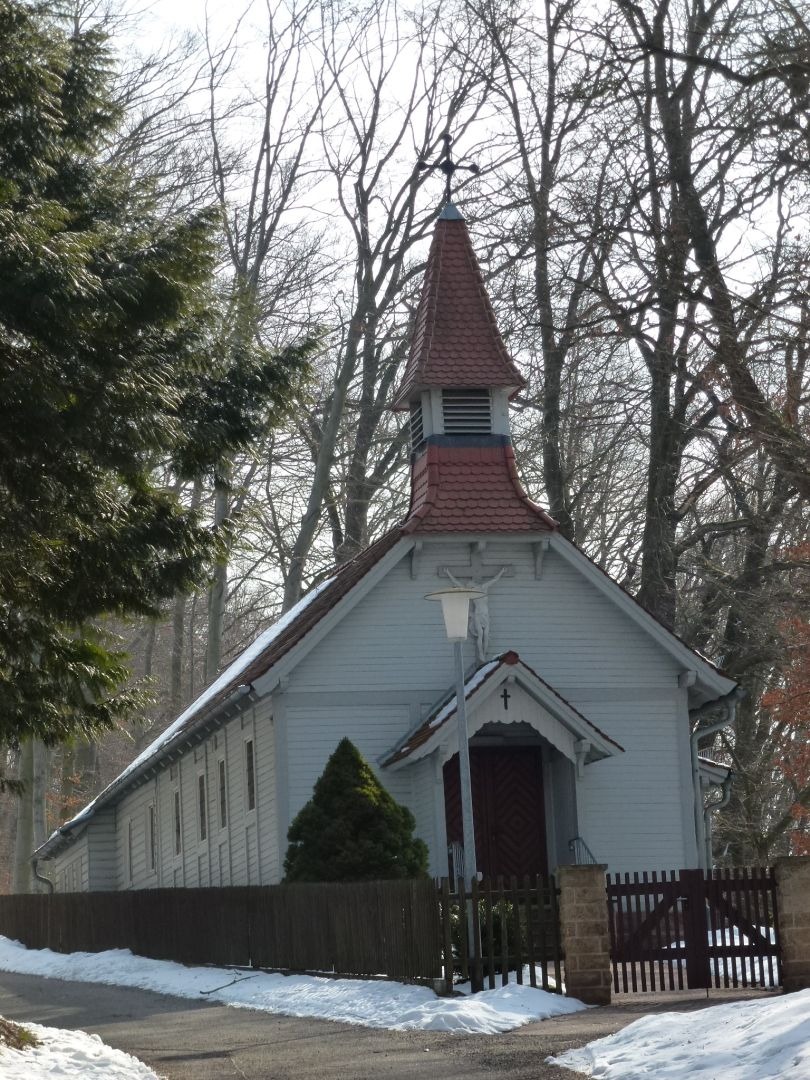
Katholische Kirche St. Mariä Himmelfahrt in Bad Berka

Die römisch-katholische Filialkirche St. Mariä Himmelfahrt steht in Bad Berka im thüringischen Landkreis Weimarer Land. Sie ist Filialkirche der Pfarrei Herz Jesu Weimar im Dekanat Weimar des Bistums Erfurt. Sie trägt das Patrozinium Mariä Himmelfahrt.

## Geschichte
Die Vorgängerkapelle St. Mariä Himmelfahrt wurde 1918 errichtet. Nach dem Zweiten Weltkrieg war die Gemeinde zu groß geworden und eine Erweiterung wurde nötig. Am 26. August 1962 wurde die erweiterte Kirche durch Weihbischof Joseph Freusberg neu geweiht. Die Pläne für den Umbau stammten vom Architekten Erwin Gramsel. Der Altar ist aus Ehringsdorfer Travertin, des Weiteren befindet sich eine von Rudolf Brückner-Fuhlrott geschaffene Madonna in der Kirche. Eine Christusfigur ebenfalls von Brückner-Fuhlrott geschaffen, befindet sich mittlerweile in Maria Königin der Apostel in Oberweimar. 1997 wurde ein Kreuzweg von Elly-Viola Nahmmacher in der Kirche aufgehängt.
Von 1820 bis 1968 gehörte die Gemeinde zur Pfarrei Weimar, anschließend war sie eigenständige Pfarrei, bis sie 2008 wieder in die Pfarrei Herz-Jesu Weimar eingegliedert wurde.

## Orgel

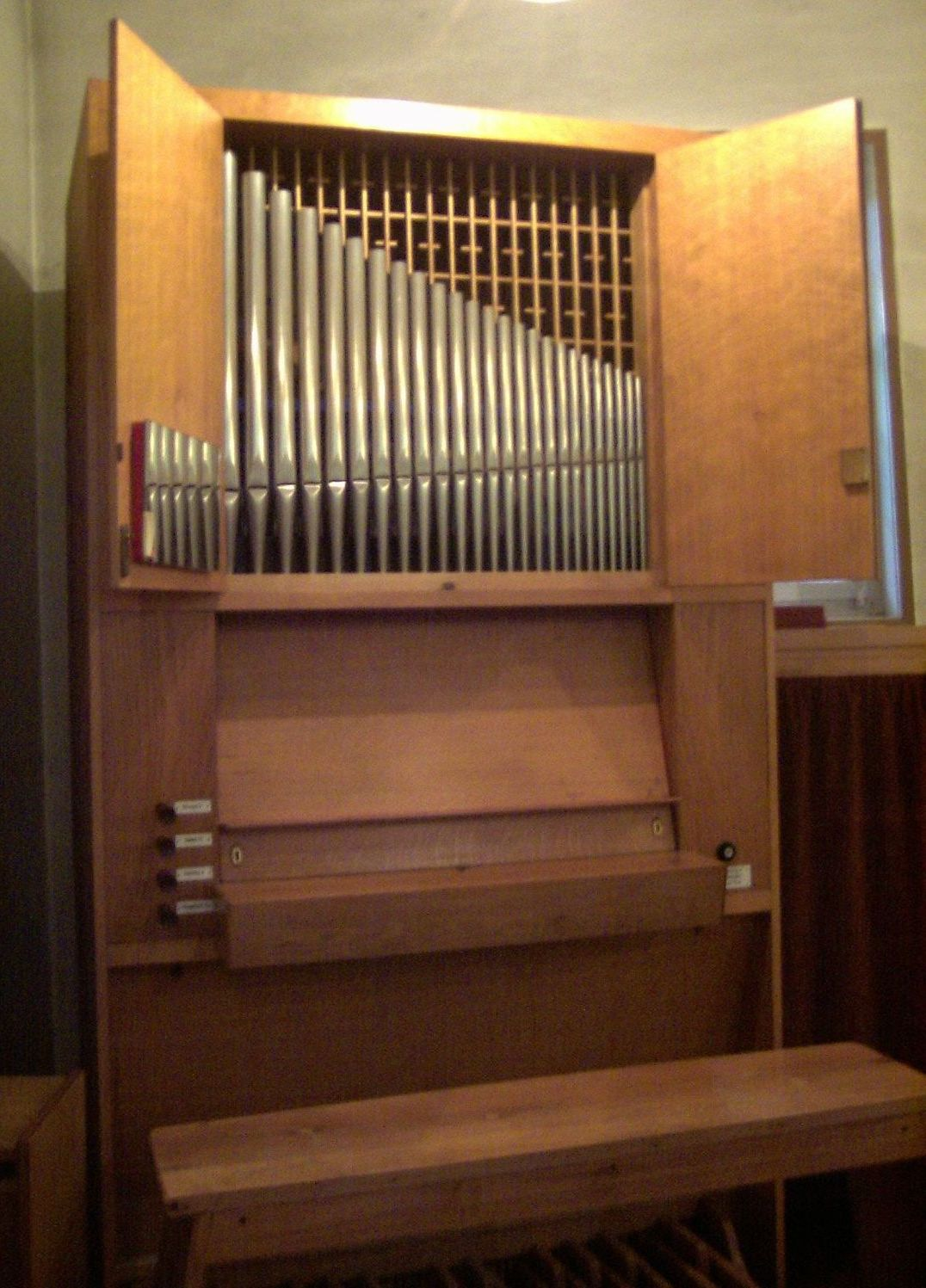
Schönefeld-Orgel

Die Orgel mit vier Registern, auf einem Manual und angehängtem Pedal wurde 1979 von Orgelbau Schönefeld erbaut. Register- und Tontraktur sind mechanisch. Die Disposition lautet wie folgt:
| Manual C–f3 |    |
| Holzgedackt | 8′ |
| Rohrflöte   | 4′ |
| Principal   | 2′ |
| Cymbel II   |    |

| Pedal C–d1  |
| (angehängt) |